# Музей-планетарій "Харків Космічний"
Музей-планетарій "Харків Космічний" — космічний та освітній центр м. Харкова в будівлі колишньої «Мордвинівської» синагоги.

## Історія
У 1912–1914 роках в Мордвинівському (тепер Кравцова) провулку споруджено синагогу для потреб юдейської громади за проєктом архітектора Цауне Юлія Семеновича, яка за назвою провулка отримала народне ім'я Мордвинівська.
У 1930-х роках єврейська громада Харкова «добровільно» передала синагогу під потреби радянського клубу.
Під час Другої світової війни будівля була частково зруйнована, 14 років простояла порожньою і в 1957 була перебудована спеціально для планетарію.
У 1957 році з ініціативи радянського астронома Миколи Павловича Барабашова був відкритий Харківський планетарій. Першим встановленим апаратом під кулястою банею будівлі був «Планетарій УП-4». З перших днів роботи планетарію були створені астрономічні гуртки для учнів різного віку.
У 1962 році «Планетарій УП-4» був замінений німецьким «Малим Цейсс».
У 1970-1974 роках проводилася повна реконструкція будівлі, демонтаж старого купола (8 метрів в діаметрі) й встановлення нового — п'ятнадцятиметрового. Також замість старого апарата «Малий Цейс» встановили новий — «Середній Цейс».
19 лютого 1975 у Харківському планетарії проходив Всесоюзний семінар директорів планетаріїв СРСР та урочисте відкриття нового апарата «Середній Цейс» з програмним управлінням — першого апарата-автомата в Радянському Союзі.
2011 року відкриті нові зали та обладнання, яке надає можливість роздивлятися зорі вдень та за допомогою спеціально розроблених 3-D програм. 
Планетарій декілька раз брав участь у всесвітній акції «Ніч у музєї». Під час цього заходу на вулиці встановлюється телескоп для бажаючих спостерігати за небесними світилами.

## Музей Космос
23 березня 2008 в музеї Космос Харківського планетарію відкрита експозиція, присвячена уфологічним дослідженням. У ній представлена інформація про аномальні зони планети, посланнях землян інших цивілізацій, астрономічні дані про можливість життя в інших світах, художня галерея постатей іншопланетян.
З лютого по березень 2012 року проводилася реконструкція музею, встановлені нові експонати: моделі ракет-носіїв і космічних апаратів, фігура Ю. А. Гагаріна та ін. За період 2012—2014 рр. музей поповнився експонатами: модель Місяцехода-1, МКС, станція МИР, Союз-Аполлон, Вояджер, маятник Фуко.